# Čabradský Vrbovok
Čabradský Vrbovok (hongrois : Csábrágvarbók) est un village de Slovaquie situé dans la région de Banská Bystrica.

## Histoire
La première mention écrite du village date de 1135.

## Démographie

### Évolution de la population
| Année:               | 1994. | 2004.   | 2014.   | 2024.   |
| -------------------- | ----- | ------- | ------- | ------- |
| Nombre de personnes: | 289   | 273     | 254     | 230     |
| Différence:          |       | -5,53 % | -6,95 % | -9,44 % |

| Année:               | 2023. | 2024.   |
| -------------------- | ----- | ------- |
| Nombre de personnes: | 239   | 230     |
| Différence:          |       | -3,76 % |